# 그리스와 덴마크의 공주 마르가리타
그리스와 덴마크의 공주 마르가리타(그리스어: Πριγκίπισσα Μαργαρίτα της Ελλάδας και της Δανίας, 1905년 4월 18일 ~ 1981년 4월 24일)는 그리스와 덴마크의 왕족이자 그리스와 덴마크의 왕자 안드레아스와 바텐베르크 공녀 앨리스의 첫째 딸로 필립 마운트배튼의 누나이자 찰스 3세의 첫째 고모다.